# ABACポール研究所
ABACポール研究所 (よみ：えーべーくぽーる、タイ語:สำนักวิจัยเอแบคโพลล์、英語：ABAC Poll Research Center）は、タイ王国の私立大学アサンプション大学(AU/ABAC)の研究所。1997年に設置。ABACポールとよばれる世論調査を実施している。

## 概要
ABACポール研究所は、個人サンプル調査によって意見、態度、信仰、行動、その他社会情報を調査する事業を行い、さまざまな用途に活用されている。調査は主に電話、郵便、ウェブ、面談などの手法を用いて収集される。すべての国民が調査対象となるセンサスは異なり、研究目的にあわせたサンプル調査によるデータ収集を主体としている。 信頼性できる調査とするため、サンプルは社会、経済、政治的にさまざまな階層の人びとが含まれるように配慮され、サンプルが社会全体の様相を反映するように努力が行われている。研究所は外部からの調査委託をうけており、依頼者は保健省、首相府、麻薬取締委員会、法務省、財務省、タイ政府住宅銀行、さまざまな企業、国内外のニュース・メディアなどである。

## 所在地
- アサンプション大学 フアマーク・キャンパスおよびスワンナプームキャンパス内

## 世論調査
- ABAC リアルタイム・リポート （ABAC Real-time Poll）
- 満足度調査
- 職場幸福度調査
- 各種質的調査（フォーカスグループ、観察） :
- 購買調査（Mystery Shopper）
- TV視聴率推定調査
- 市場調査（消費行動、顧客満足度、市場テスト調査、販売評価）
- 社会調査（保健、教育、経済、人口、政治、選挙、組織、芸能、スポーツ）
- 評価調査
- 参加型行動調査
- 計画調査・サーベイ
- パネル・縦断型調査
- モデル分析調査
- 特殊調査（タイ若者の質のモニタリング、バンコク地域の消費調査、家計調査、選挙出口調査）
- そのほかの調査

## 実施した調査
2007年に実施した調査では、タイ人が一番好きな国は日本という結果が出た。

## 関連事項
- アサンプション大学 (タイ)